# جامع الإحسائي (التكية الخالدية)

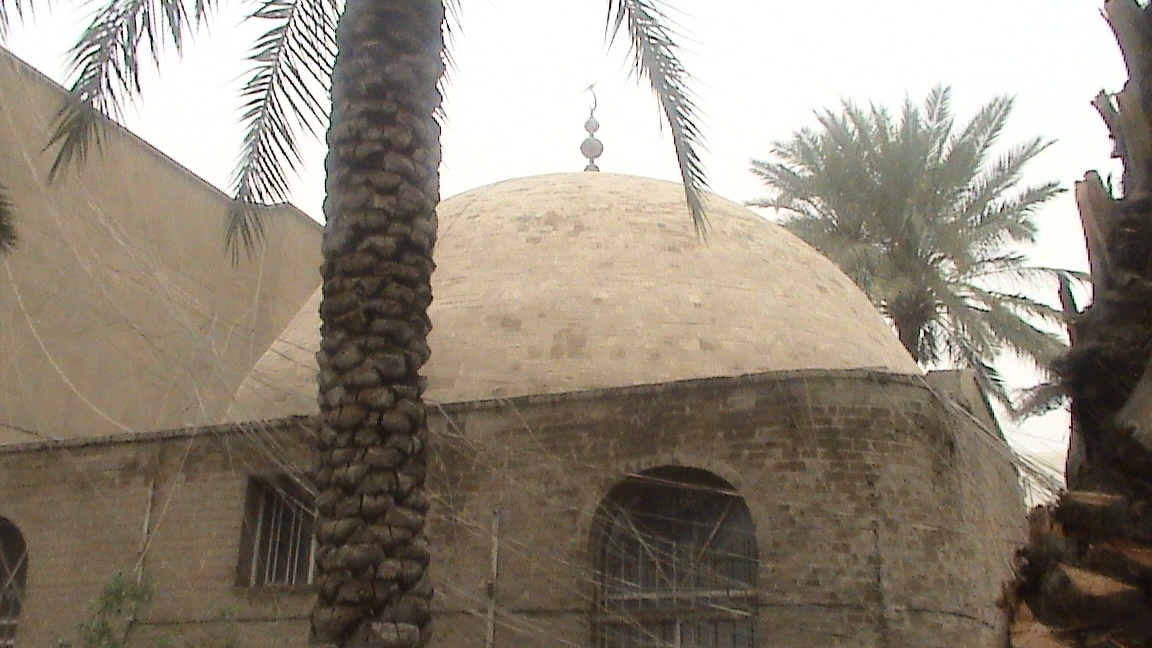
مبنى التكية الخالدية

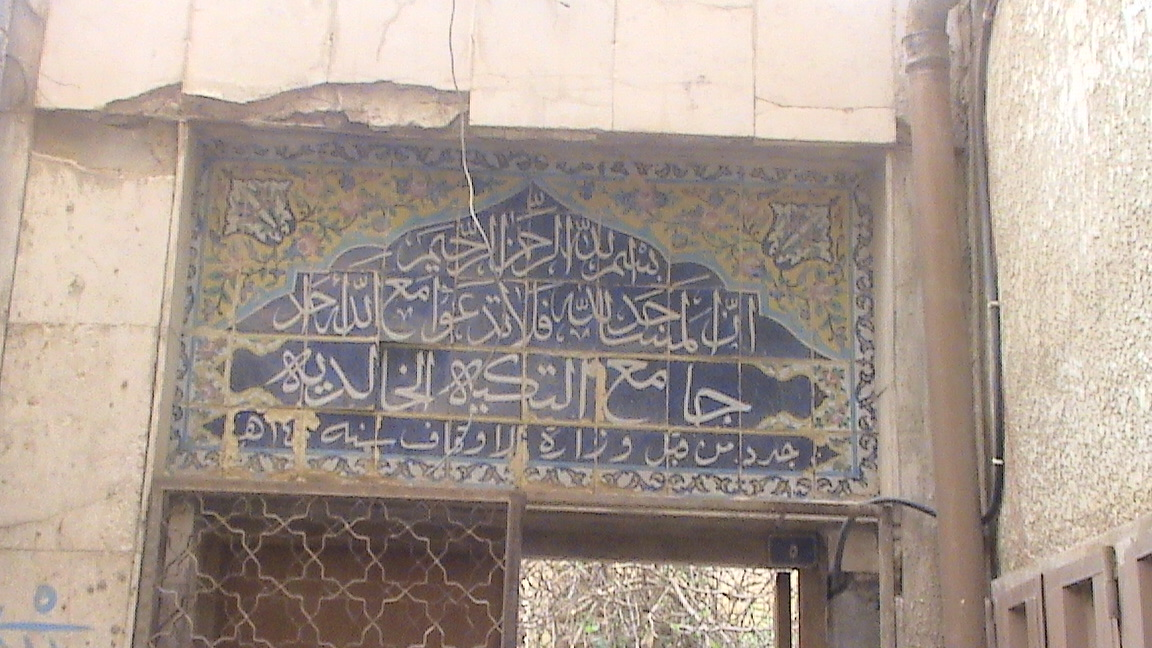
باب التكية الخالدية

جامع الإحسائي  أو التكية الخالدية هو من مساجد بغداد الأثرية التراثية في العراق، ويقع في جانب الرصافة، في شارع المستنصر ويطل على نهر دجلة.

## تاريخ المسجد
كان المسجد يسمى سابقاً بمسجد الاحسائي نسبة إلى مؤسسهِ الشيخ محمد بن أحمد الأحسائي الحنفي صاحب المؤلفات الكثيرة في الفقه الحنفي، الذي اشتهر بالعلم والأدب في بغداد ونال مكانة عالية، وكانت مدرسته يدرس فيها الفقه ببغداد ثم عرفت باسمهِ (مدرسة الأحسائي)، ولما مات الشيخ محمد الأحسائي عام 1083هـ/1672م، دفن في غرفة في مدرستهِ. وكانت المدرسة التي فيها الجامع تجمعاً للزهاد والصوفية، ولما أقام فيها الشيخ خالد النقشبندي وسكنها بعد عودتهِ من الهند عام 1221 هـ/1806م، عمرهُ والي بغداد فسمي باسم الشيخ خالد (التكية الخالدية).

## محتويات الجامع
يحتوي مبنى الجامع على عدة غرف تحتوي احداها على أربعة قبور قديمة في غرفة خاصة. وتبلغ مساحة الجامع حوالي 800 متر مربع، ويقال إن المبنى كان مسكن الشيخ عبد القادر الجيلاني عند قدومهِ لبغداد، ولقد جددت بناءه مديرية الأوقاف العراقية في عام 1400هـ، وتقام فيهِ حالياً صلاة الظهر فقط لأنه يقع في منطقة تجارية.